# Marius-Constantin Budăi
Marius-Constantin Budăi (n. 1 mai 1972, Curtești, România) este un deputat român, ales în 2016 și 2020.
Din data de 25 noiembrie 2021 până pe 13 iulie 2023, a devenit ministru al muncii și solidarității sociale în Guvernele Nicolae Ciucă și 4 săptămâni în guvernul  Marcel Ciolacu. Acesta a demisionat din funcție în contextul scandalului „azilele groazei”. De asemenea, a mai fost ministru al muncii și protecției sociale în Guvernul Viorica Dăncilă.